# Telescopio Lovell
Il telescopio Lovell  è il più grande radiotelescopio dell'osservatorio Jodrell Bank, situato nei pressi di Goostrey, Cheshire, nell'Inghilterra nord-orientale. Al momento della sua costruzione, nel 1955, era il più grande radiotelescopio ad antenna orientabile del mondo, con ben 76,2 m di diametro. Prima di diventare il "telescopio Mark I" intorno al 1961, era conosciuto come il "telescopio da 250 piedi" o il "radiotelescopio del Jodrell Bank". Cambiò nome a seguito dell'introduzione dei nuovi tipi di radiotelescopi Mark II, III e IV. È stato rinominato Lovell Telescope nel 1987 in onore di Bernard Lovell, ed è diventato un monumento classificato di I° grado nel 1988. Il telescopio fa parte della rete interferometrica MERLIN e della rete europea VLBI.
Sia Bernard Lovell sia Charles Husband furono insigniti del titolo di cavaliere come riconoscimento per la progettazione del telescopio. Nel settembre 2006, il telescopio vinse la competizione online promossa dalla BBC per individuare la più grande "Opera dimenticata" ("Unsung landmark"). Nel 2007 si è celebrato il 50º anniversario del telescopio.
Se le condizioni meteo lo permettono, il telescopio Lovell può essere visto dagli edifici più alti di Manchester come la Beetham Tower, dai monti Pennini, da Winter Hill, nella contea di Lancashire, dalla Snowdonia (Galles), dal Beeston Castle nel Cheshire, e dal Peak District. La struttura è visibile anche dal Terminal 1 dell'aeroporto di Manchester.
Oggi è il terzo radiotelescopio orientabile più grande del mondo, dopo il radiotelescopio di Green Bank (Virginia Occidentale, USA) e il radiotelescopio Effelsberg in Germania.

## Costruzione

### Progetto e realizzazione del Mark I
Bernard Lovell costruì il telescopio Transit all'osservatorio Jodrell Bank alla fine degli anni quaranta. Era un radiotelescopio con un diametro di 66 metri, ma in grado di puntare solamente in una direzione; il passo successivo era costruire un telescopio in grado di analizzare le onde radio provenienti da più punti, in modo da poter studiare più sorgenti. Mentre il telescopio Transit era stato progettato dagli stessi astronomi che l'avrebbero in seguito usato, il progetto di un telescopio completamente manovrabile richiedeva maggiori competenze tecniche e costruttive; la prima sfida fu trovare un ingegnere in grado di fare ciò. Il lavoro fu assegnato a Charles Husband, che Lovell stesso conobbe per la prima volta l'8 settembre 1949.

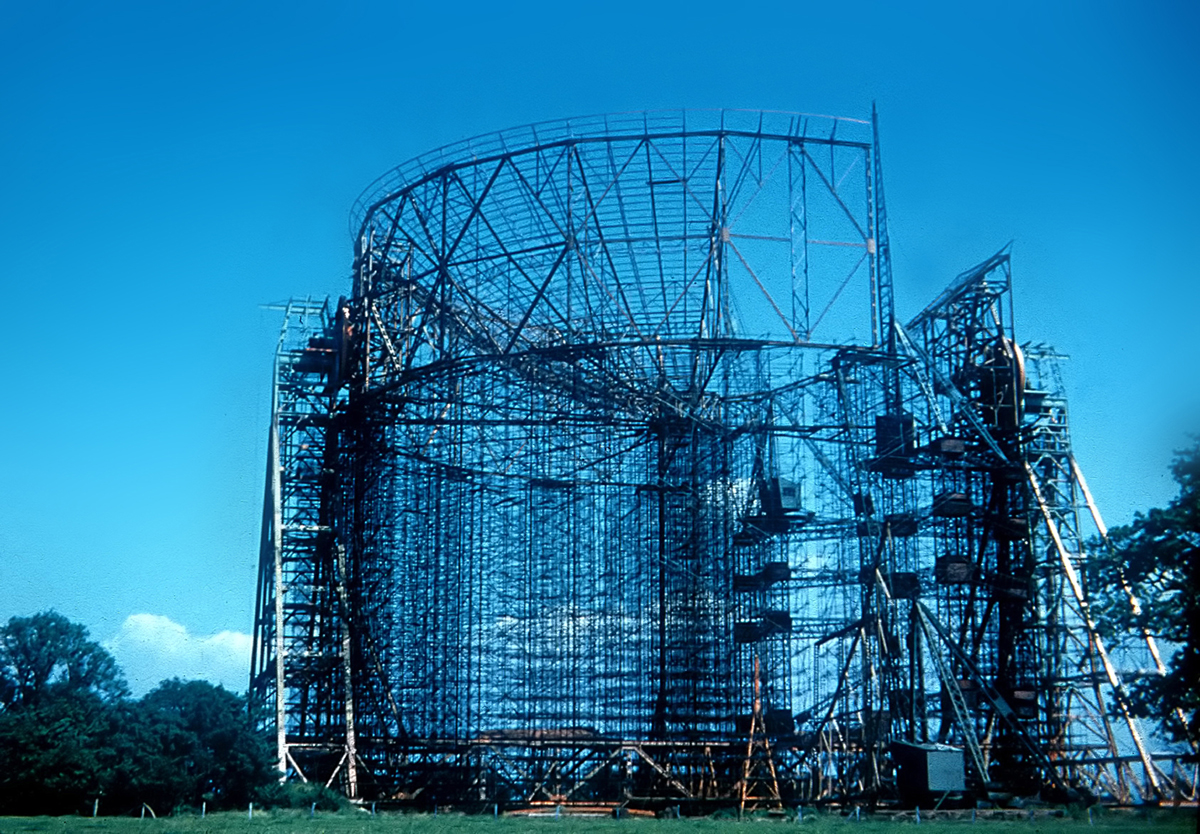
Costruzione del Mark I.
(Jodrell Bank)

Nel 1950 vennero acquistate a basso prezzo due torrette da fuoco BL 15" Mk I utilizzate dalle navi da guerra HMS Royal Sovereign e HMS Revenge durante la seconda guerra mondiale in modo da poterne utilizzare i cuscinetti, che divennero parte integrante dei due rotori principali, appositamente progettati intorno agli stessi cuscinetti, grazie ai quali il telescopio sarebbe stato in grado di ruotare. Husband presentò i primi progetti del primo radiotelescopio completamente manovrabile nel 1950. Dopo varie rifiniture, i progetti finali vennero esposti dettagliatamente in un "Blue Book", che fu presentato al DSIR (Department of Scientific and Industrial Research) il 20 marzo 1951; la proposta fu approvata nel marzo 1952.
La costruzione iniziò il 3 settembre 1952. Le fondamenta del telescopio furono completate il 21 maggio 1953, arrivando a una profondità di 27 m. Ci volle quasi un anno a causa del livello di precisione richiesto per posizionare e rendere operativo il sistema di doppi binari in grado di muovere l'intera struttura: finalmente a metà marzo 1954 tale lavoro fu ultimato. Il giunto centrale fu consegnato al cantiere l'11 maggio 1954, e il carrello finale a metà dell'aprile 1955.

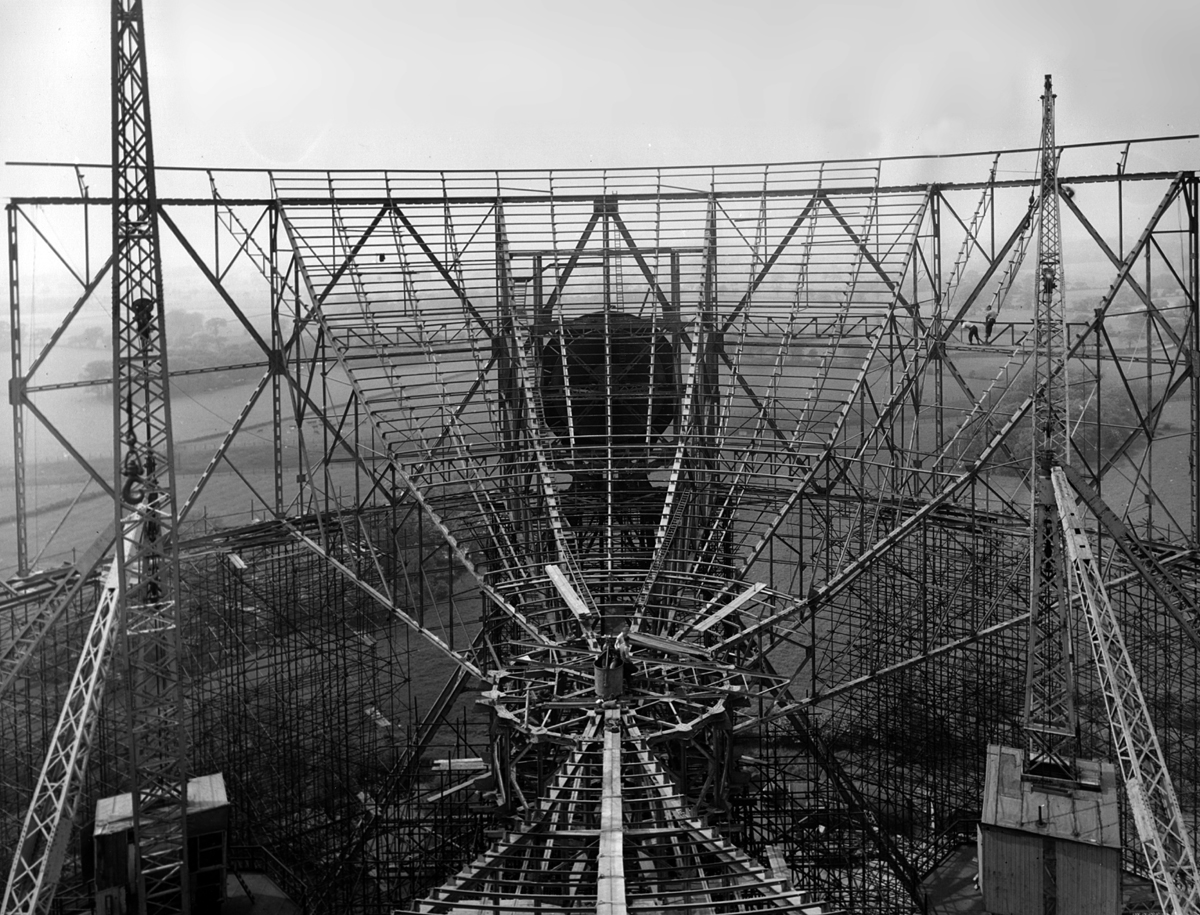
Costruzione del Mark I.
(Jodrell Bank)

La parabola del telescopio, nei progetti originali doveva essere costituita da una struttura a griglia metallica in grado di osservare lunghezze d'onda tra 1 e 10 metri; in seguito si optò per una superficie metallica liscia in modo da poter osservare lunghezze d'onda di 21 cm, in corrispondenza della riga dell'idrogeno, scoperta nel 1951. Inoltre, nel febbraio 1954, alcuni funzionari del Ministero dell'Aria andarono da Lovell per offrirgli un finanziamento del progetto, in modo da migliorare l'accuratezza della parabola fino all'ordine di lunghezze d'onda di pochi centimetri, per scopi di ricerca e "altri". Mentre il finanziamento non venne infine garantito, il progetto stesso si era evoluto e questa miglioria venne comunque apportata.
Il telescopio fu costruito in modo che la parabola potesse essere completamente rovesciata. Originariamente, si pensava di utilizzare una torre mobile alla base del telescopio in modo da spostare i ricevitori in seguito al cambiamento di fuoco. La torre mobile non fu mai costruita a causa di vincoli di finanziamento e di fatto l'apparato ricevente fu piazzato alla base del telescopio invece che in corrispondenza del fuoco, montandolo su un tubo di acciaio lungo 15 m, che veniva posizionato da un argano nella parte superiore della torre quando la parabola era invertita. I cavi dell'apparato ricevente correvano all'interno del tubo stesso, che poteva essere connesso quando il telescopio era puntato allo zenit. La strumentazione ricevente poteva essere posizionata indifferentemente nel piccolo laboratorio direttamente sotto la parabola, in stanze in cima alle due torri, in corrispondenza della base delle travi oppure nell'edificio di controllo.

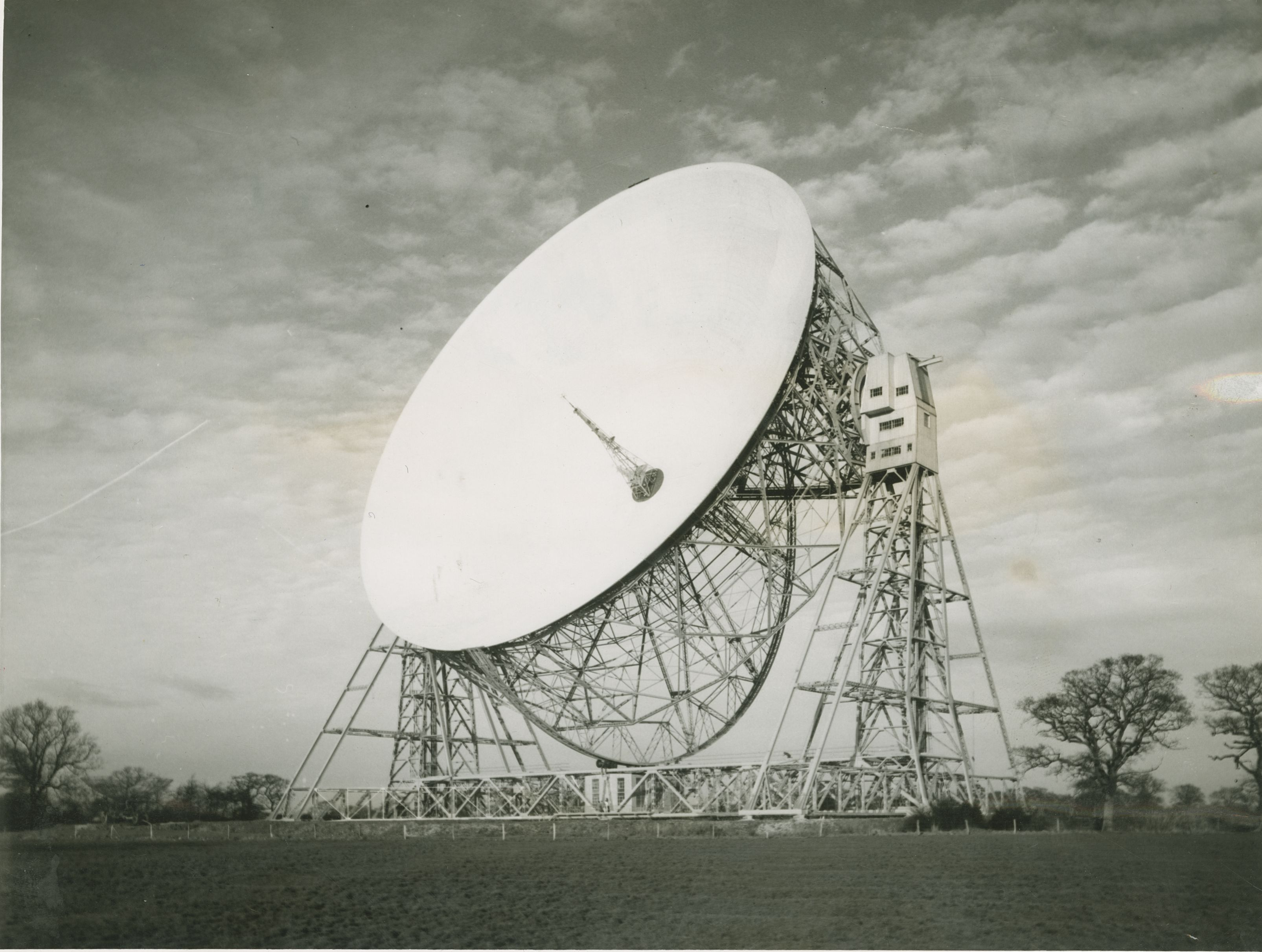
Il telescopio nel 1961

Il telescopio fu ruotato per la prima volta il 3 febbraio 1957, di un pollice (2,54 cm). Fu ruotato elettricamente in senso azimutale il 12 giugno; la parabola fu ruotata elettricamente per la prima volta il 20 giugno Verso la fine di giugno la superficie della parabola fu completata e la prima luce si ebbe il 2 agosto, poco meno di due mesi dopo; il telescopio fece una serie di scansioni della Via Lattea a 160 MHz, con la parabola allo zenit. Il telescopio fu per la prima volta controllato dalla stanza di controllo il 9 ottobre dello stesso anno, da una strumentazione elettronica equiparabile a un computer.
Si dovettero sostenere enormi spese aggiuntive non previste, dovute principalmente all'aumento esponenziale del costo dell'acciaio durante la costruzione della parabola. Il budget iniziale, pari a £ 335 000 venne erogato congiuntamente dalla Nuffield Foundation e dal governo. Il governo incrementò i finanziamenti diverse volte, in seguito all'aumento delle spese; altri soldi arrivarono da donazioni di privati. L'ultima parte del debito per la costruzione del telescopio venne sanato dallo stesso Lord Nuffield e dalla Nuffield Foundation il 25 maggio 1960 (in parte grazie alla grande risonanza e importanza data in quegli anni al radiotelescopio), e l'osservatorio Jodrell Bank fu rinominato "Nuffield Radio Astronomy Laboratories". Al termine dei lavori, la spesa finale sostenuta per la costruzione del telescopio fu pari a £ 700 000.

### Aggiornamento al Mark IA
Successivamente al completamento del telescopio originario, Lovell e la moglie valutarono l'idea di aggiornarlo al fine di avere una superficie più accurata e poterlo controllare elettronicamente. I piani furono presentati ad aprile 1964 e divennero urgenti a settembre 1967 a causa dello sforzo meccanico del sistema di elevazione che avrebbe pregiudicato la durata del telescopio prevista per dieci anni. Il telescopio è stato quindi riparato e aggiornato grazie al reperimento di fondi per £ 400 000 e rilasciato con la sigla Mark 1A, L'aggiornamento è stato effettuato in tre fasi: la fase 1 tra settembre 1968 e febbraio 1969, la fase 2 tra settembre e novembre 1969 e la fase 3 tra agosto 1970 e novembre 1971.
La prima fase ha visto l'aggiunta di una linea ferroviaria interna, progettata per supportare un terzo del peso del telescopio. La linea ferroviaria esterna, degradatasi negli anni precedenti, è stata ristrutturata durante la seconda fase. Inoltre sono stati aggiunti quattro carrelli sulla pista interna, oltre alla revisione dei carrelli esistenti sulla pista esterna.
La terza fase ha visto i maggiori cambiamenti: è stata costruita una superficie a ciottoli più idonea davanti alla vecchia superficie, consentendo un utilizzo del telescopio a lunghezze d'onda inferiori ai 6 cm ed è stato aggiunto il supporto centrale a "ruota di bicicletta". È stato attuato un nuovo sistema di controllo computerizzato; l'antenna centrale è stata allungata e rafforzata. Purtroppo un incidente a gennaio 1972, mentre veniva revisionata l'antenna, ha causato il ferimento grave di un ingegnere e la morte di un altro addetto.
L'aggiornamento al Mark IA è stato formalmente completato il 16 luglio 1974 con la consegna all'Università di Manchester. A causa dell'aumento del costo dell'acciaio durante l'aggiornamento, l'importo finale ha raggiunto la cifra di £ 664 793,07.

### Aggiornamenti successivi e riparazioni
La tempesta verificatasi a gennaio 1976 ha comportato venti di 140 km/h che hanno quasi distrutto il telescopio. In seguito alle costose riparazioni sono state aggiunte travi di supporto diagonali al fine di evitare che le torri, compromesse durante la burrasca, potessero in futuro cedere.
L'azione corrosiva iniziò a divenire sensibile dai primi anni 1990 per cui, negli anni 2001-2003 il telescopio è stato riasfaltato, quintuplicando la sua sensibilità a 5 GHz. La superficie è stata profilata con una tecnica olografica, ottimizzando la funzionalità del telescopio alla lunghezza d'onda di 5 cm rispetto ai precedenti 18 cm.
Un nuovo sistema di azionamento ha consentito una precisione di puntamento molto più elevata. La pista esterna è stata rifatta e la torre focale è stata rafforzata in modo da potere supportare ricevitori più pesanti,
Nel 2007 è stata sostituita una delle 64 ruote motrici essendosi incrinata in precedenza e l'anno successivo è stata sostituita un'altra ruota di acciaio a causa di una seconda incrinatura; questi sono stati gli unici due interventi alle ruote dall'entrata in funzione del telescopio nel 1957.
Nel 2010 sono state allevate in loco due coppie di falchi pellegrini al fine di evitare le deiezioni dei piccioni e la loro influenza calorica sulle sensibili rilevazioni del telescopio, problema spesso presente su questo tipo di telescopi..

## Monitoraggio sonde spaziali

### Sputnik e satelliti artificiali

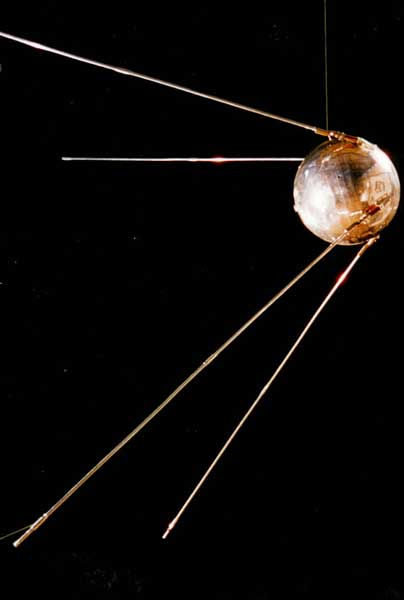
Modello dello Sputnik 1

Pochi mesi dopo l'entrata in funzione del telescopio, nell'ottobre 1957 l'URSS lanciò lo Sputnik 1, il primo satellite artificiale al mondo. Sebbene le trasmissioni poterono essere raccolte facilmente via radio, il Lovell fu il primo e unico telescopio in grado di tracciare il percorso del razzo tramite radar, localizzandolo poco prima della mezzanotte del 12 ottobre 1957. Rilevò anche il razzo vettore dello Sputnik 2, poco dopo la mezzanotte del 16 novembre 1957.
Il telescopio ha anche preso parte ai primi lavori inerenti alla comunicazione satellitare: a febbraio e marzo 1963, il telescopio ha trasmesso segnali verso la Luna ed Echo II, un satellite mongolfiera della NASA a 750 km di altitudine, all'osservatorio "Zimenki" in URSS. Alcuni segnali sono stati trasmessi dagli Stati Uniti per l'URSS tramite l'osservatorio Jodrell Bank, sito del telescopio Lovell.

## La corsa alla Luna
Il telescopio Lovell è stato utilizzato per tracciare le sonde americane e sovietiche finalizzate all'esplorazione della Luna.
Per quanto riguarda le sonde americane, il telescopio ha tracciato le sonde Pioneer 1, 3, 4 tra il 1958 e il 1959. Nel 1960 il telescopio ha inoltre tracciato la sonda Pioneer 5 ed è stato utilizzato anche per inviare comandi a tale sonda, tra cui la separazione dal razzo vettore e l'avvio di una più potente trasmissione dati quando la sonda è stata a 12,9 milioni di km dalla Terra. È stato anche a suo tempo l'unico telescopio in grado di ricevere dati dalla sonda Pioneer 5.
Per quanto riguarda le sonde sovietiche, il telescopio ha tracciato la Lunik II a settembre 1959 quando allunò, misurando l'effetto della gravità della Luna sulla sonda; Luna 3 nel 1959, Luna 9 nel 1966, il primo veicolo spaziale a effettuare un atterraggio morbido sulla Luna. Il Lovell captò la trasmissione via fax delle immagini di quest'ultima sonda inviandole poi alla stampa britannica, trasmesse dai sovietici in un formato internazionale al fine di renderne più probabile il ricevimento e così dare maggiore notorietà all'impresa, prima che la stessa URSS le rendesse pubbliche.
Il telescopio tracciò inoltre Luna 10, un satellite russo collocato in orbita attorno alla Luna nel 1966 e Zond 5 nel 1968, altra sonda russa predisposta per l'arrivo e ritorno sulla Terra.

## Osservazioni scientifiche
Quando il telescopio è stato progettato, erano stati definiti una serie di obiettivi per le osservazioni, tra cui:
- indagini sulle emissioni radio di origine galattica ed extragalattica
- osservazioni del Sole
- echi radar dai pianeti
- Indagini sui rilevamenti di meteore
- osservazioni del Gegenschein
- studi sulle aurore
- rilevazioni di riflessioni radio da raggi cosmici di ionizzazione nell'atmosfera

Tuttavia, le osservazioni effettive effettuate dal telescopio sono differite da tali obiettivi e alcune sono di seguito esposte.

### Sistema solare
Nell'autunno 1958, il telescopio è stato utilizzato per far rimbalzare la parola "Hellos" fuori dalla Luna per una dimostrazione delle letture di Bertrand Lovell al "Lecture Reith", un programma annuale radiofonico. Nel 2007 Il telescopio è stato utilizzato per ricevere i messaggi di rimbalzo dalla Luna (un "moonbounce") al festival in cui ricorreva il 50º anniversario del "primo movimento", ciò che oggi chiamiamo "prima luce". Nel mese di aprile 1961 è stato ottenuto un'eco radar da Venere utilizzando il telescopio mentre il pianeta era al suo perielio, confermando le misurazioni della distanza del pianeta effettuate dai telescopi americani.

### Linea dell'idrogeno a 21 cm
Per approfondire: riga dell'idrogeno
Durante la costruzione del telescopio si scoprì la frequenza dell'idrogeno a 21 centimetri; il telescopio è stato così aggiornato in modo da poter studiare tale frequenza. Utilizzando questa linea di emissione possono essere osservate nubi di idrogeno nella Via Lattea e in altre galassie. Il telescopio ha scoperto un'ampia nuvola intorno alle galassie M81 e M82. Il movimento di queste nubi in allontanamento (redshift) o avvicinamento (blueshift) rispetto a noi ha consentito di misurarne la velocità. Ciò ha contribuito a sondare le dinamiche interne delle galassie e approfondire il calcolo del tasso di espansione dell'Universo.

### Pulsar
Per approfondire: pulsar.
Nel 1968, il telescopio ha osservato le coordinate della recente scoperta di una pulsar, confermando la sua esistenza e indagando la misura della dispersione. È stato utilizzato anche per effettuare la prima rilevazione della polarizzazione delle radiazioni della pulsar. Questo ha segnato l'inizio di un notevole studio inerente alle pulsar, ancora in corso a Jodrell. Nei trenta anni successivi alla scoperta delle pulsar, il telescopio ha scoperto oltre cento nuove pulsar (a Jodrell Bank gli astronomi hanno scoperto circa i due terzi del totale delle pulsar rilevate utilizzando il Lovell e altri telescopi in sito). A oggi 300 pulsar sono regolarmente osservate utilizzando il Lovell e un telescopio piatto in loco di 13 metri.
Il telescopio ha contribuito alla scoperta delle pulsar millisecondo; nel 1986 ha anche scoperto la prima pulsar in un ammasso globulare, una pulsar millisecondo nell'ammasso globulare Messier 28. Nel settembre 2006, sono stati resi pubblici i risultati di tre anni di osservazioni di una doppia pulsar, PSR J0737-3039, seguita anche dal telescopio Parkes e dal radiotelescopio di Green Bank, confermando che la teoria generale della relatività è accurata al 99,5 %.

### Lensing gravitazionale
Per approfondire: lente gravitazionale.
Tra il 1972 e il 1973, il telescopio è stato utilizzato per "un'indagine dettagliata delle sorgenti radio in una zona limitata del cielo ... fino al limite di sensibilità dello strumento". Tra gli oggetti catalogati vi è la prima lente gravitazionale, confermata otticamente nel 1979 dopo che la sua posizione è stata trovata coincidente con un paio di deboli stelle blu utilizzando il Mark I in configurazione interferometrica con il Mark II. Il telescopio ha collaborato anche nella rilevazione del primo anello di Einstein nel 1998, in concomitanza con le osservazioni fatte con il telescopio spaziale Hubble.

### Quasar e interferometria
Per approfondire: quasar e interferometria astronomica.
Nel 1950, i recenti studi sulla natura dei quasar hanno accelerato lo sviluppo delle tecniche di interferometria; il telescopio Lovell era agevolato a causa della sua grande area di raccolta che consentiva misurazioni interferometriche ad alta sensibilità in tempi relativamente brevi. Ciò ha notevolmente incrementato la scoperta di nuovi quasar.
La tecnologia interferometrica al Jodrell Bank veniva usata ancor prima della costruzione del Lovell utilizzando il Transit Telescope del centro (1947) per determinare le dimensioni dei deboli radiosegnali delle nebulose. Terminata la costruzione del telescopio Lovell, i due telescopi vennero usati in coppia come un interferometro per il monitoraggio radio dei segnali. In seguito tale configurazione è stata usata per rappresentare in 2D i quasar nel cielo. Nell'estate del 1961, fu costruito un telescopio paraboloide di 8 metri di diametro. Successivamente quest'ultimo fu poi utilizzato come interferometro orientabile con il Mark I, consentendo una risoluzione di 0,3 secondi d'arco e di poter determinare le dimensioni di alcuni quasar ad alto redshift (z ~ 0,86).
Quando nel 1964 fu terminata la costruzione del Mark II, avente la superficie del disco molto più accurata del Lovell, i due telescopi furono sfruttati in configurazione interferometrica, ottenendo come risultante una superficie totale di raccolta di 425 m di diametro con risoluzione di circa 0,5 minuti d'arco. Si poterono quindi effettuare studi più approfonditi e determinare le posizioni degli oggetti radio deboli.
Il telescopio ha partecipato al primo esperimento interferometrico transatlantico nel 1968, insieme ai telescopi Algonquin e Penticton in Canada. È stato anche il primo telescopio utilizzato come interferometro con il radiotelescopio di Arecibo nel 1969.

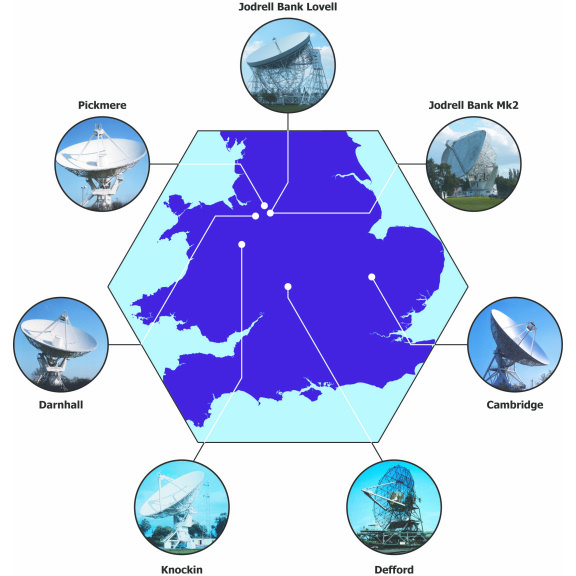
Sistema interferometrico MERLIN

Nel 1980, è stato utilizzato come parte del progetto interferometrico MERLIN, una serie di piccoli radiotelescopi controllati da Jodrell Bank. Con una risultante totale di 217 km ha consentito una risoluzione di circa 0,05 minuti d'arco. Una versione più aggiornata di tale struttura è divenuta nazionale nel 1992, con le relative agevolazioni pubbliche che questo comporta. È stato utilizzato anche in configurazione Very Long Baseline Interferometry, con telescopi di tutta Europa (la rete europea VLBI ), consentendo una risoluzione di circa 0,001 secondi d'arco. Attualmente circa la metà del tempo di osservazione è sfruttata in interferometria con altri telescopi. È stato pianificato che il telescopio venga sfruttato come parte di un interferometro con il Radioastron (russo) e il VLBI Space Observatory Programme (HALCA) giapponese, un osservatorio satellite orbitale, fornendo linee di base ancora più ampie e risoluzioni più elevate.

### Altri contributi rilevanti
Il telescopio è stato utilizzato come strumento di follow-up per possibili rilevazioni di segnali effettuate dal SETI in Arecibo tra il 1998 e la fine del 2003, senza però successo. Nel 2005 gli astronomi, utilizzando il Lovell hanno scoperto una regione a idrogeno neutro, VIRGOHI21, nell'ammasso della Vergine, che sembra costituita quasi interamente di materia oscura.

## Nella cultura di massa
- Un modello in scala 1:200 del telescopio, costruito nel 1961, si trova allo Science Museum di Londra.
- Il telescopio viene menzionato nel 1962 nello sceneggiato di fantascienza britannico A come Andromeda.
- Nel 1992 il telescopio apparve sulla copertina del singolo Space Face della band Sub Sub.
- Il telescopio fa una breve apparizione nel film del 2005 Guida galattica per autostoppisti.
- Tre band hanno girato video musicali sulla cupola del telescopio: i D:Ream, i Placebo e i Public Service Broadcasting. Lunghe riprese del telescopio appaiono anche nel video musicale di Secret Messages degli ELO.